# Johan Samuel af Rolén
Johan Samuel af Rolén, född 27 januari 1794, död 12 mars 1848 i Maria Magdalena församling, Stockholm, var en svensk jurist.
af Rolén blev e.o. notarie i Svea hovrätt och därefter kammarråd samt var justitieråd i Högsta domstolen 1841–1848.